# Port lotniczy Hamhŭng
Port lotniczy Hamhŭng-Sŏndŏk (kor. 해주공항) – port lotniczy w mieście Hamhŭng, w Korei Północnej. Jest administrowany przez Koreańską Armię Ludową, lecz użytkowany zarówno w celach wojskowych, jak i cywilnych.